# Miasta Gwinei Bissau
Według danych oficjalnych pochodzących z 2005 roku Gwinea Bissau posiadała ponad 20 miast o ludności przekraczającej 1 tys. mieszkańców. Stolica kraju Bissau jako jedyne miasto liczyło ponad 100 tys. mieszkańców; 5 miast z ludnością 10÷50 tys. oraz reszta miast poniżej 10 tys. mieszkańców.

## Największe miasta w Gwinei Bissau
Największe miasta w Gwinei Bissau według liczebności mieszkańców (stan na 01.03.2009):
| L.p. | Miasto  | Region  | Liczba ludności |
| ---- | ------- | ------- | --------------- |
| 1.   | Bissau  | Bissau  | 387 909         |
| 2.   | Bafatá  | Bafatá  | 29 556          |
| 3.   | Gabu    | Gabú    | 43 556          |
| 4.   | Bissora | Oio     | 9 898           |
| 5.   | Bolama  | Bolama  | 5 026           |
| 6.   | Cacheu  | Cacheu  | 5 891           |
| 7.   | Bubaque | Bolama  | 4 484           |
| 8.   | Catió   | Tombali | 5 081           |
| 9.   | Mansôa  | Oio     | 8 313           |
| 10.  | Buba    | Quinara | 7 898           |

## Alfabetyczna lista miast w Gwinei Bissau
W kolejności alfabetycznej:
- Bafatá
- Bambadinca
- Bedanda
- Bissau
- Bissora
- Bolama
- Buba
- Bubaque
- Bula
- Cacheu
- Cacine
- Caio
- Canchungo
- Catió
- Contuboel
- Empada
- Farim
- Fulacunda
- Gabu
- Ingoré
- Madina do Boé
- Mansôa
- Nhacra
- Pitche
- Pirada
- Prabis
- Quebo
- Quinhámel
- Safim
- São Domingos
- Sonaco
- Tombali